# Світ відмінностей
«Світ відмінностей» (англ. A World of Difference) — науково-фантастичний роман американського письменника Гаррі Тертлдава, виданий у 1990 році.
Книга починається з космічної подорожі, яка відбувається в альтернативному 1989 році. У всесвіті книги четверта планета від Сонця, на орбіті, яку в нашій реальності займає Марс, називається Мінерва, яка за розміром і складом схожа на Землю. У книзі протиставляється земна культура часів холодної війни та феодальна культура Мінерви, яка нагадує європейську культуру пізнього середньовіччя. Меркантилізм тільки зароджується на Мінерві під час подій книги.

## Короткий зміст сюжету
Коли космічний зонд «Вікінг-1» приземлився на Мінерву в 1976 році, він сфотографував місцевого Мінервана з примітивним знаряддям, що доводить існування розумного життя в інших світах.
Основна дія історії включає в себе окремі американську та радянську місії, які обидві на словах стверджують, що не втручаються в суспільство Мінервана, але в ході їхнього дослідження відповідні політичні ідеології команд неминуче виходять на перший план. Це спонукає команди та їхніх командирів повернутися додому, щоб використовувати мінерванців у прозорій аналогії до проксі-конфліктів Третьої світової / холодної війни на Землі. Один з американців рятує життя самці мінерван після пологів. Зрештою, до рук мінерванців потрапляють високотехнологічні предмети, такі як сталеві сокири, гумові плоти і, нарешті, АК-74, які серйозно порушують їхній спосіб життя.

## Планета Мінерва
Мінерва має атмосферу, схожу на земну та придатну для дихання людей, а на поверхні існує значна кількість рідкої води. Середня температура атмосфери планети нижча, ніж земна, через більшу відстань від Сонця, хоча парниковий ефект її густішої атмосфери означає, що вона не така холодна, як Марс у нашому Всесвіті. Стародавні астрономи з роману назвали яскраво-блакитну/сіру планету Мінерва на честь богині мудрості.

## Мінерванська біологія і суспільство
Тварини мінерванського типу (включаючи розумних мінерванців) є гексамеристично радіально-симетричними. Це означає, що вони мають шість очей, розташованих рівномірно по всьому тілу, бачать у всіх напрямках і не мають «спини», через яку хтось міг би підкрастися до них непоміченим. Різний спосіб, у який мінерванці сприймають навколишнє середовище, і його значний вплив на їхню культуру та спосіб життя, є важливим елементом сюжету — особливо важливим у батальних сценах наприкінці фільму.
Самки (мінерванці їх називають «парами») народжують посліди, які складаються з одного самця та п'яти самок, і «пари» завжди гинуть після розмноження через проливну кровотечу з місць, де були прикріплені шість плодів; це дає примноження популяції 5 разів на покоління, якщо всі самки доживають до підліткового віку та розмножуються. Жінки досягають статевої зрілості, коли ще не вийшли з дитинства, і, як правило, мають статеві стосунки лише один раз у житті, що призводить до вагітності та смерті під час пологів.
Таким чином, у суспільстві мінерванців домінування чоловіків справді визначається біологічним імперативом — хоча воно приймає різні форми в різних суспільствах мінерванців: в одних жінок вважають витратним предметом і продають як власність, в інших їх плекають і оплакують їхню трагічну долю — але все ж їхні залежний стан сприймається як належне.
Американки, які прибувають на Мінерву і виявляють цю ситуацію, вважають її нестерпною; основним елементом сюжету є їхні зусилля, використовуючи ресурси земної медицини, щоб знайти спосіб врятувати самок Мінерван і дозволити їм вижити під час пологів. Зрештою, їм таки вдається врятувати особливо симпатичну жінку-мінерванку, що потенційно відкриває шлях для повного перевороту в суспільстві мінерванців.
Технічно можна сказати, що мінерванці живуть у неолітичному суспільстві, оскільки вони використовують кам'яні знаряддя праці. Проте, незважаючи на те, що не використовують метали, їхнє суспільство фактично є феодальним і його можна порівняти з Європою пізнього середньовіччя, і фактично одне із зображених суспільств мінерван — те, з яким зв'язалася Рада — демонструє початок меркантильного капіталізму (який безпосередньо пов'язаний із він є більш агресивним і хижим).
Саме це капіталістичне суспільство, що зароджується, Радянський Союз вирішує підтримати в його спробі вторгнутися та перемогти свого феодального суперника. Це викликає у космонавтів деяке здивування; однак, як місцевий ідеолог пояснює своїм збентеженим товаришам, це цілком здорова марксистська доктрина, заснована на теорії історії Маркса: капіталізм прогресивніший за феодалізм; отже, допомога йому в перемозі допоможе підготувати мінерванське суспільство до переходу через кілька століть до соціалізму.

## Земля
Окрім існування Мінерви, у книзі йдеться про низку тонких відмінностей між її історією та нашою. Той факт, що четверта планета була блакитною, а не червоною, як у нашому Всесвіті, і названа на честь іншого божества класичного пантеону, істотно не змінив життя на Землі. Згадується, що Галілей бачив Мінерву у свій телескоп і зробив перший малюнок її поверхні; це, однак, не робило його загальну кар'єру суттєво відмінною від нашої хронології.
Проте фундаментальні розбіжності, здається, почали розвиватися з середини 1970-х років. Після відкриття розумного життя на Мінерві обидві наддержави активно намагалися запустити туди космічний корабель з екіпажем. Це, очевидно, призвело до загострення напруженості на Землі, коли американські та радянські літаки тричі брали участь у прямих повітряних боях над Бейрутом — імовірно, після ізраїльського вторгнення в Ліван у 1982 році це було втягнуто в набагато глибшу участь, ніж у нашій історії.
Ескалації до тотальної ядерної війни вдалося уникнути лише з працею, і хоча ситуація трохи заспокоїлася до 1989 року, коли розгортається змова, холодна війна все ще триває, і Радянський Союз все ще є поліцейською державою тримаючи своїх громадян (навіть космонавтів за мільйони миль від дому) на короткому повідку. Михайло Горбачов очолював лише дев'ять місяців і ледве почав працювати на «Гласності», перш ніж померти від інсульту (хоча ходять чутки про таємне вбивство, яке радянські персонажі завбачливо уникають обговорювати надто голосно).

## Алюзії до інших творів
Грузинського члена радянської екіпажу, який має певні суперечності з росіянами через культурні відмінності, названо «Шота Руставелі» на честь поета XII століття Шота Руставелі.

## Історія видання
Книга «Світ відмінностей» була опублікована у твердій палітурці у Великобританії видавництвом Hodder & Stoughton.

### Переклади
- Італійська : Missione su Minerva (Місія до Мінерви) (переклад Карло Борріелло) Fanucci Editore, 2000.
- Російська: Битва в космосе (Космічний бій) (пер. Г. А. Ільїнського) Русич, 1997,ISBN 5-88590-654-8.